# Thysanphalonia cirrhites
Thysanphalonia cirrhites är en fjärilsart som beskrevs av Józef Razowski och Becker 1986. Thysanphalonia cirrhites ingår i släktet Thysanphalonia och familjen vecklare. Inga underarter finns listade i Catalogue of Life.